# آسفالت (فیلم)
آسفالت (اسپانیایی: Asfalto‎) یک فیلم درام اسپانیایی-فرانسوی به کارگردانی دانیل کالپارسورو است که در سال ۲۰۰۰ منتشر شد.

## گزیدهٔ بازیگران
- نایوا نیمری
- خوان دیه‌گو بوتو
- گوستاوو سالمرون
- آنتونیا سن خوان